# 山本裕典
山本裕典（1988年1月19日—），日本男演員，服裝模特。身高180公分，血型A型。興趣是音樂欣賞，特長是足球、體操，另外，他是全員逃走中（JUMP○○中時期）目前唯一一位兩次逃走成功的藝人。

## 來歷
- 2005年第18屆「JUNON SUPER BOY大賽」獲得准最高獎和最上鏡獎（讀者投票第一位）而踏入演藝圈。此後成爲JUNON雜誌的正式模特。
- 2006年，在9月TBS「全明星感恩節」的赤坂5丁目小型馬拉松以很大差距拋離第2名的Erick Wainaina獲得冠軍。同年，首次演出電視劇『假面騎士KABUTO』的假面騎士Sasword（神代劍）。
- 2007年，TBS電視劇『マイフェアボーイ』擔任準主演，7月演出『花樣少年少女』。從10月開始在『ジャンプ!○○中』正規演出，在正規陣容中第一次獲得了2次賞金（賞金合計1,710,000日元,2次都是逃走中(大阪環球影城和森林公園),而山本裕典也是唯一一位目前在所有的逃走中(包括クロノス,單發,ジャンプ!○○中）2次逃走成功的逃走者)。
- 2008年，1月發表的Oricon公信榜「2008年期待的演員」排名1位。從4月開始在富士電視台綜藝節目『POP屋』演出。

## 事件
2014年9月，山本裕典被酒店的坐檯小姐拍下一夜情的床照，照片被販售給知名八卦週刊《FRIDAY》。山本在週刊登出後，於個人部落格致歉。
2017年3月21日，山本所屬的經紀公司Ever Green Entertainment在網頁上寫著，「至今多次與山本裕典本人談過，也幾度深思熟慮，但考慮到他至今一連串的事情，沒達到本社所想的標準，違反契約內容，因此很難過地決定與他終止合約。」，此舉形同退出演藝圈。

## 演出

### 電視劇
- 假面騎士KABUTO（2006年6月-12月、朝日電視台）飾 神代劍/假面騎士Sasword
- 秘密花園（2007年1月-3月、富士電視台）飾 立川拓実
- パズル（2007年1月-2月、朝日電視台）飾 飯川龍一
- 鬼嫁日記２ いい湯だな（2007年4月-6月、富士電視台）飾 進藤祐介
- My Fair Boy（2007年6月4日-7月13日、TBS）飾・主演 上原優一
- 花樣少年少女（2007年7月-9月、富士電視台）飾 萱島大樹
- 醫龍２ 第2・3話（2007年10月、富士電視台）飾 西沢翔太
- 謎（2008年4月-6月、朝日電視台）飾 今村真一
- 太陽與海的教室（2008年7月、富士電視台）飾 川辺英二
- お台場探偵羞恥心ヘキサゴン殺人事件 SPECIAL（2008年8月6日-、富士電視台）飾 山本裕典
- チチ、カエル。～ボクとオカマの夏休み～（2008年10月6日、富士電視台）飾・主演
- 花樣少年少女 SP-卒業式＆7と1/2話（2008年10月12日、富士電視台）飾 萱島大樹
- RESCUE〜特別高度救助隊（2009年1月-3月、TBS）飾 不動雅志
- 我家的男子（2009年4月-6月、富士電視台）飾 大蔵優
- 任侠ヘルパー（2009年7月-9月、富士電視台）飾 和泉零次
- しぇいけんBABY! Shakespeare Syndrome（2010年1月3日、富士電視台）飾 小田垣ヒロシ
- 輪迴の雨（2010年1月4日、富士電視台）飾・主演 三上孝平
- 卒うた-第3夜 奏（2010年3月3日、富士電視台）
- 體操男孩（2010年4月17日-6月、TBS）飾・主演 東航
- 廚藝小天王 特別篇（2011年1月8日、朝日電視台）飾 安達信太郎
- 櫻蘭高校男公關部（2011年7月、TBS）主演 須王環
- 南極大陸 (電視劇)（2011年10月、TBS）飾 犬塚夏男
- 再一次對你求婚（2012年4月20日、TBS）-谷村裕树
- GTO（2012年7月3日、關西電視台）-飾 冴島俊行
- 最後的灰姑娘 (2013年4月11日－2013年6月20日) - 飾・將臣
- 山田君與7人魔女 (2013年8月10日 - 9月28日) - 主演 山田龍
- FNS27小時TV「約1回目的求婚」第7話 友近的說話（2013年8月3日、フジテレビ） -飾 助理指導[4]
- 水木茂之怪怪怪的怪談「永仁的壺」（2013年8月31日、富士電視台）-飾 園田史郎
- 特集ドラマ「求活求助」（2014年3月11日、NHK綜合電視）-飾 小泉誠
- SMOKING GUN～決定的證據～ 第6、7話（2014年5月14、21日、富士電視台） -飾 宮本優
- 黑服物語（2014年10月24日 - 12月12日、朝日電視台） - 原田 [5]
- 我們無法被求婚的101個理由 第1・16話（2014年11月4日・2015年2月24日、LaLa TV） -飾 翔
- 這本推理小說真厲害～來自暢銷作家的挑戰書「黑色坦克車」（2014年12月29日、TBS） -飾 戸倉
- 五星旅行社〜最佳旅遊由我來導覽！！〜（2015年1月 - 3月、讀賣電視台） -飾 佐竹一郎
- 鈴木光司 真實的恐怖「檜」(2015年3月29日、BS富士） -飾 名波啓二
- 婚禮前的日子（2015年10月 - 12月，TBS） -飾 前原翔太
- 臨床犯罪學者 火村英生的推理 第6・7話（2016年2月21日・28日、日本電視台） -飾 六人部四朗
- Specialist第9話（2016年3月10日、朝日電視台） -飾 小池智英
- 刑警七人第2部 最終話（2016年9月14日、朝日電視台） -飾 山崎晃
- 模倣犯（2016年9月21･22日、東京電視台） -飾 栗原浩美
- 石川五右衛門第4話（2016年11月4日、東京電視台） -飾 山中權八
- 不愉快的果實特別篇～第3年的外遇～（2017年1月、朝日電視台） -飾 相馬宏人

### 綜藝節目
- ジャンプ!○○中（2007年10月17日 - 2008年3月19日、富士電視台）
- ～ジョウデキ! POP CONPANY～POP屋（2008年4月7日 -9月22日、富士電視台）

### 電影
- 劇場版　假面騎士KABUTO GOD SPEED LOVE（2006年8月5日） - 仮面ライダーサソード（因為工作關係未能參與攝影故只配音）
- Wanna be FREE!東京ガール （页面存档备份，存于）（2006年8月12日） -飾 リンの弟
- ハンサム★スーツ（2008年11月1日） -飾 大澤勇氣
- [教頭當家#電影|ROOKIES－卒業－]（2009年5月30日）-飾 赤星奨志
- [MW (漫畫)#電影改編|MW]（2009年7月4日） -飾 溝畑
- 大洗にも星はふるなり （页面存档备份，存于）（2009年11月7日） -飾 松山
  - ダレン・シャン（2010年3月19日） -飾 ダレン・シャン(初次配音)
- 矢島美容室　THE　MOVIE～夢をつかまえネバダ～（2010年4月29日）- マイケル
- 實習警犬物語（2010年8月14日） -飾 田代涉
- 天國之吻（2011年5月）-飾 德森浩行
- 櫻蘭高校男公關部 劇場版（2012年3月17日、索尼影視娛樂） -飾 須王 環
- 貞子3D（2012年5月12日、角川映画） -飾 柏田清司[6]
  - 貞子3D2（2013年8月30日） [7]
- 兒童警察劇場版（2013年3月20日）
- RETURN（2013年） -飾 ウノ
- 哀悼者（2015年2月14日、東映） -飾 福埜怜司
- 五星旅行社 THE MOVIE 〜最佳京都旅遊由我來導覽！！〜（2015年3月27日、第7回沖繩國際映画祭上映作品） -飾 佐竹一郎
- 東京PR Woman（2015年8月22日、BS-TBS） -飾 草壁亮平

### 舞台
- 闇の門（2006年2月9日 - 13日）
- WaT Entertainment Show 2006 Vol.4 ACT"do"LIVE（2006年3月3日 - 12日）
- SAKURA（2006年4月13日 - 17日）
- 闇の門（2007年10月18日 - 22日）
- 躾（2009年7月9日 - 26日）初主演
- パッチギ！（2009年12月4日 - 23日）-飾松山康介
- Ever Green Entertainment Show 2010（2010年7月26日、大阪難波Hatch / 27日、名古屋鑽石俱樂部 / 28日 - 29日、品川王子飯店）
- 彩之国莎士比亚·系列
  - 第23弾『馴悍記』（2010年10月14日 - 30日、彩之國崎玉藝術劇場 / 11月5日 - 7日、梅田藝術劇場Theater Drama City / 11月12日 - 17日、北九州藝術劇場） -飾 路森修
  - 第26弾『脫愛勒斯與克萊西達』（2012年8月17日 - 9月2日、彩之國崎玉藝術劇場） -飾 特洛伊羅斯
- 同棲生活（2012年1月16日 - 29日、天王洲銀河劇場 / 2月4日 - 5日、梅田藝術劇場Theater Drama City ） -飾 杉本良介
- 無耳芳一（2013年4月13日 - 4月21日、神奈川藝術劇場） -飾  芳一
- 我的小公關（2013年10月25日 - 11月4日、青山劇場） -飾 霧都
- 地球ゴージャス公演 Vol.13「クザリアーナの翼」（2014年1月8日 - 2月20日、赤坂藝術劇院　2月26日 - 3月1日、愛知県芸術劇場　3月7日 - 12日、Canal City劇場　3月18日 - 31日、梅田藝術劇場） -飾 Gizel大佐
- TAKE FIVE（2015年5月13日 - 21日、東京赤坂ACT劇場・5月28日～31日、大阪・梅田藝術劇場） -飾 岩月迅 役
  - TAKE FIVE2（2016年5月4日 - 25日、東京赤坂ACT劇場） -飾 岩月迅
- 夜之姊妹（2015年12月、品川王子酒店 Club eX、近鉄Art館） -飾 Alexandre Dumas
- 鱈鱈（2016年10月7日 - 30日、天王洲 銀河劇場 / 11月6日、上田Santo Myuze / 11月8日、塩尻Raisin Hall大Hall / 11月12日 - 15日、新歌舞伎座 / 11月22日、鹿兒島市文化Hall第2Hall / 11月26日 - 27日、Canal City劇場 / 11月29日、靜岡市清水文化會館Marinart大Hall） -飾 基姆

### 配音
- 向達倫大冒險（2010年3月19日、東寶東和） -飾 向達倫

### 雜誌
- JUNON
- Myojo
- Seventeen男性専属模特
- zipper

### PV
- SE7EN「会いたい」（2007年）
- Sonar Pocket「線香花火〜8月の約束〜」（2013年）[8]

### 廣告
- 森永製菓-「DARS」 （页面存档备份，存于）系列（2008年夏 - 2009年夏）

- DARS 口どけシール 22度の角度編（2008年9月）
- DARS 口どけシール ピンク 編（2008年9月）
- DARS 効く！逆チョコ 編（2009年1月）

- 花王-「めぐリズム」系列（2009年10月 - ）

- 「蒸気の精」篇（2009年10月）

- 可爾必思「可爾必思蘇打」（2014年）
- Hummel 代言人（2014年 - ）

## 寫真集
- 初戀寫真（2007年9月28日、主婦と生活社）
- Secret Vacation（2008年9月5日、主婦と生活社）
- ESCAPE(2011年12月1日、主婦と生活社)

## 外部連結
- 山本裕典官網

## 資料來源
- http://talent.yahoo.co.jp/pf/profile/pp9065 （页面存档备份，存于）
- http://junon.talent3.info/2007/08/_182005_2.html （页面存档备份，存于）
- https://web.archive.org/web/20170227015637/http://www.yusukefc.com/

1. ↑  .   [2014-09-22]. （原始内容存档于2017-06-03）.
2. ↑  .   [2014-09-22]. （原始内容存档于2014-09-23）.
3. ↑  .   [2017-03-21]. （原始内容存档于2017-03-21）.
4. ↑  . テレビドガッチ. 2013-08-02  [2013-08-29]. （原始内容存档于2015-09-09）.
5. ↑  . modelpress. 2014-10-20  [2015-02-26]. （原始内容存档于2015-02-25）.
6. ↑  . 映画.com. 2012-01-27  [2013-08-29]. （原始内容存档于2013-11-03）.
7. ↑  . TVfanWeb. 2013-08-30  [2013-11-15]. （原始内容存档于2014-03-17）.
8. ↑  . BARKS. 2013-07-23  [2013-07-26]. （原始内容存档于2014-09-29）.